# Triaenodes levanidovae
Triaenodes levanidovae là một loài Trichoptera trong họ Leptoceridae. Chúng phân bố ở miền Cổ bắc.